# Llavorre
Llavorre és un poble del terme municipal de la Guingueta d'Àneu, a la comarca del Pallars Sobirà, dins del territori de l'antic terme d'Unarre.
Està situat a l'extrem sud-oriental de l'antic terme i, en canvi, en una posició central en el terme municipal actual. És el més meridional de tots els pobles d'Unarre, a la dreta del Barranc de Llavorre, a la part baixa, nord-occidental, del Serrat de Bellero. És a migdia de Burgo i al sud-est d'Escalarre.
Fins al 1847 gaudí d'ajuntament propi, però en no assolir el mínim de 30 veïns (caps de casa) que marcava la llei fou agregat a Unarre.
El poble de Llavorre té l'església parroquial de Sant Miquel i una capella dedicada a Sant Roc. També hi havia hagut el Castell de Llavorre, que pertanyia a la línia defensiva meridional de la Vall d'Àneu.

## Etimologia
Segons Joan Coromines, Llavorre és un dels molts topònims pirinencs d'origen bascoide. Està format per un dels dos ètims següents: leor/legor (sec) o labur (curt). Coromines planteja dues conjectures, que no resol, per a Llavorre.

## Geografia

### El poble de Llavorre

#### Les cases del poble[2]
| - La Caseta - Casa Llinatge - Casa Luel - Casa Magí | - Casa Magina - Casa Maiora - Casa Malet - Casa Manel de Magí | - Casa Miquel Farré - Casa Miqueló - Casa Mig - Casa Morona | - Casa Poblador - Casa Prifont - Casa Quel | - La Rectoria - Casa Rotui - Casa Toni |

## Història

### Edat moderna
En el fogatge del 1553, Laborre declara 4 focs laics i 1 d'eclesiàstic (uns 25 habitants).

### Edat contemporània
Pascual Madoz dedica un article del seu Diccionario geográfico... a Llaborre. S'hi pot llegir que és una localitat amb ajuntament situada a la Vall d'Àneu, en un coll envoltat d'altes muntanyes. El clima és fred i ventilat, i s'hi pateixen pulmonies i reumes. Tenia en aquell moment 6 cases i l'església parroquial de Sant Miquel, servida per un rector ordinari. Una mica distant del poble hi havia l'ermita de Sant Roc, i prop del poble hi havia fonts d'aigües molt fortes. Les terres són fluixes, pedregoses i muntanyoses, i té cap a l'est i sud-oest muntanyes altes amb pins i avets, però també n'hi ha de totalment despoblades. S'hi collia blat, sègol, ordi, fenc i patates. S'hi criava tota mena de bestiar, especialment vacum. Hi havia caça de llebres i perdius i pesca de truites excel·lents. Comptava amb 9 veïns (caps de casa) i 55 ànimes (habitants).